# Seguro de saúde
Um seguro de saúde é um seguro de proteção das pessoas contra o risco de terem que vir a incorrer em despesas médicas. Estimando o risco geral das despesas de saúde de um grupo alvo, a seguradora pode desenvolver uma estrutura financeira que assegure fontes de rendimento (como prémios ou taxas) de modo a disponibilizar o dinheiro necessário para pagar os benefícios médicos especificados na apólice de seguro. O seguro pode ser administrado pelo governo, por uma entidade particular sem fins lucrativos ou por uma empresa privada. A atividade econômica é referida como saúde suplementar, no Brasil.
Para Pereira Filho, o modelo do seguro de saúde diverge do conceito dos planos de saúde ou empresas seguradoras que atuam na área da saúde suplementar, como se convencionou denominar no Brasil, por garantir aos segurados a livre escolha de médicos e hospitais por meio do reembolso de despesas enquanto os planos de saúde trabalham com hospitais, médicos e laboratórios referenciados, sem prejuízo da livre escolha. Segundo este autor as chamadas empresas de medicina de grupo foram mundialmente as pioneiras nesse mercado e começaram nos Estados Unidos, por volta de 1920, e no Brasil na década de 60, em princípio, aos trabalhadores do ABC paulista. Em 1997, planos de saúde feitos pelas empresas de medicina de grupo assistiam a cerca de 17 milhões de brasileiros; posteriormente surgiram as cooperativas médicas, regidas e organizadas sob as leis do cooperativismo e grupos autônomos, empresas de autogestão que gerenciam planos próprios de saúde para seus funcionários mediante contratação ou credenciamento de médicos e serviços, e de convênios com hospitais.

## Medicina, lucro e mercantilização
Não há dúvidas que o médico tem de ser remunerado pelos seus serviços como qualquer profissional, contudo, tratando-se de vidas humanas, exige-se uma conduta diferenciada, não só quanto a qualidade da assistência, mas também da responsabilidade com as ações praticadas. A escolha da profissão implica a adoção de seu código de ética profissional, que nesse caso inclui entre os princípios fundamentais que:
- A medicina não pode, em nenhuma circunstância ou forma, ser exercida como comércio. (Art.IX)
- O trabalho do médico não pode ser explorado por terceiros com objetivos de lucro, finalidade política ou religiosa. (Art.X)

Observa-se portanto que as exigências que se faz a este profissional e, possivelmente, aos demais profissionais de saúde não está em princípio de acordo com a prerrogativa das empresas de seguro em manter uma margem de lucro (conforme a sinistralidade) independente dos valores de suas receitas e despesas, através de artifícios como, por exemplo: afastar idosos (independente de seu tempo de contribuição à receita da empresa prestadora do seu plano de saúde); afastar portadores de doenças crônicas, ou condições genéticas geradoras de patologias que exigem maiores cuidados, etc., estabelecendo-se, como identificou Bodra, um conflito entre direitos garantidos pelo direito empresarial e ramo do direito do consumidor, referendado pela ética médica e de prestadores de serviços de saúde.
Uma outra condição de desagrado e queixa, frequentemente citada pelos médicos no rol de interferências sofridas no seu desempenho profissional por parte das operadoras de saúde, é a esdrúxula condição de “doença preexistente” , termo que sequer existia na terminologia médica antes desta modalidade assistencial. As doenças preexistentes são aquelas que o consumidor “já sabia possuir” e que informou quando assinou contrato com o plano e muitas vezes, o paciente (nesse caso consumidor), terá de esperar dois anos (conforme o contrato) para ter direito a procedimentos de alto custo independente de sua demanda biológica na sua história natural da doença.
É importante que se compreenda que, os referidos princípios éticos (Artigos IX e X) do código de ética profissional dos médicos, tanto representam uma norma de conduta individual como refletem uma política pública de evitar a mercantilização da medicina. A mercantilização da medicina, como assinala Santos Jr. tem induzido, como principal forma de acesso / contato da população a serviços de saúde, a consulta médica e intenso uso dos serviços auxiliares de diagnóstico e terapia, em detrimento dos investimentos nos serviços preventivos e de promoção da saúde. Caracterizando um padrão de oferta-consumo de serviços médicos, incipiente, denominado por Illich como "iatrogênico" "expropriador da saúde", especialmente criador de uma "iatrogênese social", decorrente da crescente dependência da população para com os produtos da indústria farmacêutica, os comportamentos e as medidas prescritas pela medicina, intermediados pelo marketing.
Além de criar uma distorção na relação médico-paciente, no entendimento e prescrição de exames e consultas (com consumo excessivo de exames para efeitos da prevenção, de processos jurídicos por parte do médico ou apenas por "direito" do consumidor), na perspectiva das populações ou saúde pública, Santos Jr., citando Illich (o.c.), identifica os seguintes níveis de expressão deste padrão de oferta-consumo de serviços de saúde:
- As sociedades que possuem sistemas médicos muito caros são impotentes para aumentar a esperança de vida, salvo na fase perinatal;
- O conjunto dos atos médicos tem sido incapaz de reduzir a morbidade global;
- Atos médicos e programas de ação sanitária resultaram em fontes de novas doenças – as iatrogênicas;
- As medidas tomadas para neutralizar a iatrogenia — outra via de consumo de produto para suportar nova ação médica – têm um efeito paradoxal, ou seja, o de tornar a doença incurável.

## Brasil
No Brasil, a iniciativa privada pode participar do Sistema Único de Saúde (SUS), em caráter complementar, conforme prescrito (Tit. II; § 2º) na Lei nº. 8.080/1990,. Os planos de saúde portanto inserem-se no direito de prestação de serviços privados de assistência à saúde, onde devem ser observados os princípios éticos e as normas expedidas pelo órgão de direção do Sistema Único de Saúde (SUS) quanto às condições para seu funcionamento. (Tít. III; Art. 22)
A regulamentação específica das operadoras e serviços prestados coube à Lei nº 9.656 promulgada 10 anos depois (1998), dispondo normas sobre os planos e seguros privados de assistência à saúde e Lei n° 9.961, de 2000 que criou a Agência Nacional de Saúde Suplementar (ANS) e definiu suas finalidade, estrutura, atribuições, receita e a vinculação ao Ministério da Saúde. Entre os mecanismos de controle social das ações prestadas em tal modalidade de assistência, a ANS instituiu o Programa de Qualificação de Operadoras, disponibilizando três indicadores que permitem comparar o desempenho das empresas que atuam no setor de saúde suplementar:
1. Índice Geral de Reclamações;
2. Percentual de Finalização Assistencial;
3. Índice de Abertura de Processo Administrativo.[13]

A Agência Nacional de Saúde Suplementar (ANS) tem papel fundamental na regulamentação do marco regulatório do setor, proposto pela Lei nº 9.656/1998, incumbindo-lhe o controle das operadoras, dos reajustes (reajustes anuais, no aniversário do plano e também o reajuste por idade que ocorre no aniversário do segurado) e também dos produtos e serviços na área de saúde suplementar. O exercício do poder regulamentar essa área, conforme atestado pela doutrina, apresenta limitações e deveres bem definidos.

### Operadoras
Em dezembro de 2010, o Brasil tinha 1061 operadoras de planos de saúde e quase 45 milhões de beneficiários. Dos 44.783.766 de beneficiários, 35.993.540 são novos. 25.945.299 beneficiários possuem plano de saúde coletivo empresarial. Fazendo a comparação de 2003 a 2009, já que os dados de 2010 ainda não foram concluídos: tínhamos 31,7 milhões de beneficiários e passamos para 42,1 milhões em 2009 e em setembro de 2010 já contávamos com 44,7 milhões. A receita passou de R$ 28 bilhões para R$ 64 bilhões em 2009 e com projeção para 69 bilhões em 2010[carece de fontes?].
Em 2013 foi publicado pela ANS a Qualificação das Operadoras de planos de Saúde, com base no Índice de Desempenho da Saúde Suplementar – IDSS.

### Saúde dos idosos
Em janeiro de 2004, entrou em vigor no país a Lei 10.741/03, conhecida como Estatuto do Idoso que dentre outras de suas medidas protetivas inclui a vedação de práticas discriminatórias a idosos nos planos de saúde. Assim determina o artigo 15, § 3º: “É vedada a discriminação do idoso nos planos de saúde pela cobrança de valores diferenciados em razão da idade”.
A controvérsia sobre a aplicabilidade da lei — o Estatuto do Idoso — possui distintas posições: a ANS — Agência Nacional de Saúde Suplementar, responsável pela regulação dos planos de saúde — opta pelo entendimento de que tal medida valeria somente para os contratos firmados após a entrada em vigor do estatuto, naturalmente fundamentando-se no princípio jurídico de que  “a lei não tem efeito retroativo”, o Idec, Instituto Brasileiro de Defesa do Consumidor, por sua vez, defende a posição que ele se aplica a todos os contratos de planos de saúde, baseando-se no próprio estatuto e naturalmente princípios éticos da reparação de erros históricos a partir do avanço na conquista da cidadania e "Princípio da Dignidade Humana".

### Planos individuais e coletivos
Admite-se no Brasil duas modalidades de contrato de intermediação entre prestadores de serviços de saúde e consumidores de tais serviços mediante pagamento prévio: contratos de pessoa física realizados antes e depois de 1 de janeiro de 1999 (regulamentados lei nº 9.656, de 3 de junho de 1998 que dispõe sobre os planos e seguros privados de assistência à saúde) e os contratos de planos coletivos, estabelecidos entre uma pessoa jurídica (empresa, associação, fundação ou sindicato) e uma operadora de planos de saúde, do qual é beneficiária a pessoa na condição de empregado, associado ou sindicalizado.
Segundo Bodra praticamente desde sua origem Sistema Universal de Saúde (SUS) destinado a constituir-se como um sistema de saúde público universal, integral e equânime ainda não possui um financiamento adequado que permita atingir seus objetivos e vem se verificando no Brasil, acentuadamente desde a década de 1990, o crescimento do sistema suplementar de saúde, especialmente através do contrato coletivo empresarial de assistência à saúde, com uma lógica de atendimento distinta dos princípios éticos normativos do SUS.
Esta mesma autora ressalta que para o direito do consumidor, cinco características principais diferenciam o contrato coletivo empresarial do contrato individual (ambos privados):
1. A contratação é feita através de um intermediário ou pessoa jurídica e não livremente por qualquer pessoa física;
2. Os reajustes dos prêmios/mensalidades não são diretamente regulados pela ANS, não se ajustando portanto às regras que controlam, por exemplo, reajuste por faixa etária e instituindo o critério de reajuste a cada doze meses com justificativa na variação de custos (índices de inflação e sinistralidade) que, segundo autora, divergem do percentual fixo determinado pela ANS aos contratos individuais, e são livremente determinados pela operadora com base no valor dos gastos com o grupo segurado;
3. Possibilidade de rescisão do contrato coletivo empresarial por ambas as partes, bastando o envio de uma notificação prévia com antecedência mínima de 60 dias.
4. Seleção prévia por critérios empresariais (sinistralidade, idade, etc.) de funcionário aposentado e/ou demitido sem justa causa da empresa estipulante, com direitos a se manter como beneficiário do plano empresarial após a aposentadoria e/ou demissão;
5. Exigências distintas para cumprimento de prazos de carência e cláusulas de agravo ou de cobertura parcial temporária nos casos de doenças ou lesões preexistentes, nos termos dos artigos regulamentados por artigos 6º e 7º da RN no 195 da ANS.[19]

Para muitos juristas e sanitaristas a contratação coletiva, que no Brasil nos dias atuais é a forma que tem impulsionado o “mercado da saúde” graças a eficientes campanhas de marketing, valendo-se de uma interpretação contrário sensu, de certa forma ilegal e inconstitucional. Por critérios empresariais de sinistralidade e custos, os reajustes dos prêmios/mensalidades aumentam por valores que a empresa determinar, não sendo portanto regulados pela ANS e ainda tem a possibilidade de revogação unilateral do contrato onde arrecadaram dos consumidores vultosas quantias de dinheiro. Tais características contratuais colocam em insegurança a maior parte da população de usuários destes planos, haja vista que não se fundamentam numa ética de cuidados e/ou respeitam a vida dos consumidores, a grande maioria idosos, mesmo em tratamento contra doenças graves, independente do período que contribuíram.